# Rybakowo (Kaliningrad)
Rybakowo (Рыбаково, deutsch Follendorf, mit Lindenberg) war ein Ort mit dazugehöriger Ortschaft im Kreis Heiligenbeil in Ostpreußen. Die Ortsstellen befinden sich heute im Munizipalkreis Rajon Bagrationowsk (Stadtkreis Preußisch Eylau) in der Oblast Kaliningrad (Gebiet Königsberg (Preußen)) der Russischen Föderation.

## Geographische Lage
Die Ortsstelle Follendorf liegt direkt am Ostufer des Frischen Haffs (russisch Kaliningradski saliw) im südlichen Westen der Oblast Kaliningrad. Bis zur früheren Kreisstadt Heiligenbeil (russisch Mamonowo) sind es sieben Kilometer in südlicher Richtung. Die heutige Rajonshauptstadt Bagrationowsk (deutsch Preußisch Eylau) liegt 46 Kilometer in südöstlicher Richtung entfernt. Die Ortsstelle von Lindenberg grenzt auf der östlichen Seite an Follendorf.

## Geschichte

### Follendorf (Rybakowo)
Der Ort Follendorf wurde 1494 gegründet und befand sich direkt im Uferbereich des Frischen Haffs, war zum Teil sogar mit Buhnen in das Wasser hineingebaut. Mehrere kleine Höfe und Gehöfte  bildeten den Ort. Als Landgemeinde kam Follendorf im Jahre 1874 zum neu gebildeten Amtsbezirk Keimkallen (russisch Krasnodonskoje) im ostpreußischen Kreis Heiligenbeil. Im Jahre 1910 zählte Follendorf 145 Einwohner. Am 30. Januar 1914 erfolgte eine Umgliederung in den Amtsbezirk Balga (russisch Wessjoloje).
Im Jahre 1933 waren in Follendorf 120 Einwohner registriert. Ihre Zahl belief sich im Jahre 1939 auf 124.
In Kriegsfolge wurde 1945 das gesamte nördliche Ostpreußen an die Sowjetunion abgetreten. Follendorf wurde 1947 in „Rybakowo“ umbenannt und kam zunächst zum Mamonowski selski Sowet (Dorfsowjet Mamonowo = Heiligenbeil), später dann zum Pjatidoroschny selski Sowet (Dorfsowjet Pjatidoroschnoje = Bladiau). Bereits lange vor 1975 wurde der Ort jedoch verlassen und blieb verwaist. Er gilt heute offiziell als untergegangen. Seine Ortsstelle liegt jetzt im Rajon Bagrationowsk (Stadtkreis Preußisch Eylau) in der russischen Oblast Kaliningrad (Gebiet Königsberg (Preußen)).

### Lindenberg
Bei der kleinen Ortschaft Lindenberg  handelte es sich um ein kleines Gehöft. 10 Einwohner zählte Lindenberg im Jahre 1895 und wurde im Jahre 1910 nach Follendorf eingemeindet.
Nach der Abtretung des nördlichen Ostpreußen an die Sowjetunion verlor sich schon in den ersten Nachkriegsjahren die Spur des kleinen Orts Lindenberg. Eine russische Namensgebung liegt nicht vor, auch nicht die Zuordnung zu einem Dorfsowjet. So teilt Lindenberg jetzt das Schicksal von Follendorf und gilt heute als untergegangen. Auch seine Ortsstelle liegt im Rajon Bagrationowsk der russischen Oblast Kaliningrad.

## Religion
Mit überwiegend evangelischer Bevölkerung waren Follendorf wie auch Lindenberg bis 1945 in die Kirche Balga in der Kirchenprovinz Ostpreußen der Kirche der Altpreußischen Union eingegliedert, römisch-katholischerseits gehörten sie zur Pfarrei in Heiligenbeil im Bistum Ermland.

## Verkehr
Die Ortsstellen von Follendorf resp. Rybakowo und Lindenberg sind heute nur noch schwerlich aufzufinden. Zu ihnen führen unwegsame Landwege von der auch verlassenen Ortsstelle Snamenka (Groß Hoppenbruch).